# Szybkość ścinania
Szybkość ścinania (ang. shear rate) – kinematyczny parametr skalarny lub tensorowy stosowany w mechanice płynów, wyrażający granicę stosunku różnicy prędkości między sąsiadującymi ze sobą warstwami płynu do odległości między nimi.

## Tensor szybkości ścinania
W szybkość ścinania zdefiniowana jest przez tensor szybkości ścinania oznaczany zwykle przez {\displaystyle D_{ik}} i zdefiniowany w sposób:
{\displaystyle D_{ik}\;{\stackrel {\mathrm {df} }{=}}\;{\frac {1}{2}}\left({\frac {\partial v_{i}}{\partial x_{k}}}+{\frac {\partial v_{k}}{\partial x_{i}}}\right),}
gdzie:
{\displaystyle v_{i}} – wektor prędkości,
{\displaystyle x_{k}} – wektor położenia.
Czasami zamiast tensora {\displaystyle D_{ik}} stosuje się tensor {\displaystyle A_{ik}{:}}
{\displaystyle A_{ik}\;{\stackrel {\mathrm {df} }{=}}\;{\frac {\partial v_{i}}{\partial x_{k}}}+{\frac {\partial v_{k}}{\partial x_{i}}}.}
Zarówno tensor {\displaystyle D_{ik},} jak i {\displaystyle A_{ik}} rozumie się jako zmienne w czasie pola tensorowe, zależne od wektora położenia {\displaystyle x_{j},} jak i czasu {\displaystyle t.}
Rozumiana w ten sposób szybkość ścinania jest wielkością tensorową reprezentowaną przez symetryczny tensor drugiego rzędu. Tak zdefiniowana szybkość ścinania jest niezmiennicza względem obrotów układu współrzędnych.

## Szybkość ścinania jako wielkość skalarna
Szybkość ścinania jest też traktowana jako wielkość skalarna. Jej definicję wyraża się poprzez tzw. drugi niezmiennik {\displaystyle I_{2}} symetrycznego tensora szybkości ścinania {\displaystyle D_{ik},} zdefiniowany w sposób:
{\displaystyle I_{2}(D_{ik})\;{\stackrel {\mathrm {df} }{=}}\;{\frac {1}{2}}\,D_{ik}D_{ki}.}
Skalarna szybkość ścinania {\displaystyle {\dot {\gamma }}} jest pierwiastkiem kwadratowym z czterokrotnej wartości drugiego niezmiennika tensora szybkości ścinania:
{\displaystyle {\dot {\gamma }}\;{\stackrel {\mathrm {df} }{=}}\;{\sqrt {4\,I_{2}(D_{ik})}}.}
Tak rozumiana definicja szybkości ścinania jako parametru skalarnego stanowi ścisłą wersję popularnej definicji tego pojęcia. Wersja ścisła definicji charakteryzuje się wysokim poziomem abstrakcji i jest niezrozumiała dla zwykłego odbiorcy. Dlatego też w literaturze spotyka się często popularną definicję szybkości ścinania, podawaną często z błędami, zwłaszcza w polskiej literaturze naukowej.

## Popularna definicja szybkości ścinania
Jeśli kierunek osi {\displaystyle y} prostokątnego układu współrzędnych jest zgodny z płaszczyzną przesuwających się względem siebie warstw płynu, a kierunek osi {\displaystyle z} jest prostopadły do nich, wówczas szybkość ścinania {\displaystyle {\dot {\gamma }}} określić można jako pochodną składowej {\displaystyle y} wektora prędkości płynu {\displaystyle v} względem kierunku prostopadłego {\displaystyle z} z pominięciem fragmentu wartości tej pochodnej związanego z istnieniem prędkości kątowej ruchu płynu
{\displaystyle \omega {:}}
{\displaystyle {\dot {\gamma }}={\frac {\partial v_{y}}{\partial z}}-\omega .}
W przypadku, gdy przepływ płynu nie ma charakteru ruchu obrotowego (tj. gdy ruch płynu jest czysto postępowy), wówczas prędkość kątowa w powyższym wzorze na szybkość ścinania może być pominięta i redukuje się on do postaci:
{\displaystyle {\dot {\gamma }}={\frac {\partial v_{y}}{\partial z}}.}
Jednakże pominięcie prędkości kątowej w uprzednio podanym ogólnym wzorze definicyjnym (spotykane zresztą często w polskiej literaturze naukowej), jest błędem merytorycznym wynikającym z niezrozumienia przez pomijającego istoty pojęcia szybkości ścinania. Pojęcie to związane jest bowiem z kinematyczną względną różnicą prędkości między sąsiadującymi ze sobą warstwami płynu. Natomiast w przypadku ruchu obrotowego niezerowa wartość pochodnej przestrzennej prędkości powstaje zawsze w przypadku sztywnego obrotu całego układu fizycznego względem przyjętego układu współrzędnych przestrzennych, jak to ma na przykład miejsce przy sztywnym obrocie wypełnionej płynem szklanki wokół jej osi. Powstająca w taki sposób przestrzenna pochodna prędkości nie ma nic wspólnego z różnicą prędkości między sąsiadującymi ze sobą warstwami płynu. Dlatego też efekt ten musi być uwzględniony we wzorze definicyjnym i wyraża się on poprzez wprowadzenie prędkości kątowej.

## Jednostki
W układzie SI jednostką szybkości ścinania jest w 1/s (odwrotność sekundy). W układzie CGS jednostka szybkości ścinania była taka sama.

## Zastosowania
Szybkość ścinania jest jednym z fundamentalnych pojęć stosowanych w mechanice płynów rzeczywistych. Używa się jej we współczesnej wersji hydrodynamicznego prawa Newtona wyrażającego związek między naprężeniami w płynie i występującą w czasie jego ruchu szybkością ścinania.

## Inne informacje
W literaturze spotkać można błędne definicje szybkości ścinania. Ponadto szybkość ścinania mylona jest z gradientem prędkości. Są to jednak pojęcia o wyraźnie różniących się konotacjach i nie powinny być one nigdy traktowane jako synonimy.

## Literatura
1. Aris R.: Vectors, Tensors, and the Basic Equations of Fluid Mechanics, Prentice-Hall, Englewood Cliffs, (1965).
2. Batchelor G.K.: Introduction to Fluid Dynamics, Cambridge.
3. Flügge S. (Herausgegeber), Truesdell C. (Mitherausgegeber): Hadbuch der Physik, Bd. III/1 The Clasical Theory of Field, Bd. III/3 The Non-Linear Flield Theories of Mechanics, Bd. VIII/1: Strömungmechanik I, Bd. VIII/2: Strömungmechanik II, Bd. VIII/3: Strömungmechanik III, Springer, Berlin – Heidelberg – Göttingen – New York.